# SIMEC
Der SIMEC (Akronym für simbolo econometrico di valore indotto, ital. für „ökonometrisches Symbol für den erzeugten Wert“) ist eine Experimental-Währung, die im Juli 2000 in der italienischen Kleinstadt Guardiagrele eingeführt wurde, sich allerdings nur wenige Monate halten konnte. Wegen der Seltenheit derartiger (praktischer) Wirtschaftsexperimente gelangte der SIMEC zur Zeit seiner Einführung trotzdem zu einigem öffentlichen Interesse.

## Hintergrund
Federführend hinter der Einführung des SIMEC war Giacinto Auriti (1923–2006), ein emeritierter Professor für Rechtswissenschaften an der Universität Teramo, der seine Währung selbst das „Geld im Eigentum des Volkes“ nannte (im Gegensatz zu den offiziellen Banknoten, die laut Auriti durch das Ausgabe- und Zinssystem effektiv Eigentum der ausgebenden Zentralbank sind). Auf den Noten war der lateinische Spruch Non Bene Pro Toto Libertas Venditur Auro (übers. „Nicht einmal für alles Gold der Welt ist Freiheit verkäuflich“) gedruckt. Die Währung war die praktische Umsetzung einer Theorie und Philosophie, an der Auriti schon viele Jahre gearbeitet hatte. Für das Experiment setzte Auriti sein Privatvermögen ein, bei der Ausgabe halfen zahlreiche Freiwillige.
Während der Ausgabekurs SIMEC/Lire im Juli noch bei eins zu eins lag, betrug das Wertverhältnis (und damit der Wechselkurs) schon wenige Tage später eins zu zwei. Dieser rasante Anstieg dürfte jedoch einen einfachen Grund haben: Auriti hatte den Händlern bei seinen Werbungsversuchen für die Teilnahme an der Währung versichert, einen SIMEC jederzeit in zwei Lire zurückzuwechseln. Insgesamt wurden sieben verschiedene Noten (500, 1000, 2000, 5000, 10.000, 50.000, 100.000) gedruckt. Laut Informationen von Auriti waren zum Höhepunkt Mitte August 2000 2,5 Milliarden SIMEC in Umlauf.
Die Aktion erreichte etwas Aufmerksamkeit auch durch internationale Presse und löste in der Stadt eine kurze Euphorie aus. Von den 400 Läden in Guardiagrele konnte Auriti anfangs 39 zur Teilnahme überzeugen, später stieg die Zahl laut Eigenauskunft auf 70 Betriebe und Händler. Gleichzeitig führte die Einführung der neuen Währung naturgemäß zu einigen Problemen im lokalen Wirtschaftsleben, die die Stadt in Befürworter und Gegner spalteten und für Turbulenzen in der lokalen Händlervereinigung sorgten. Die Probleme veranlassten schließlich die Gegner, Beschwerde bei der Finanzaufsicht einzureichen, die zur Konfiskation der Banknoten Mitte August führte – welche unter lautem Protest der Bürger stattfand. Schon im Oktober 2000 mussten die SIMEC-Banknoten allerdings schon wieder freigegeben werden, nachdem die Pro-SIMEC-Vertreter vor Gericht freigesprochen worden waren.

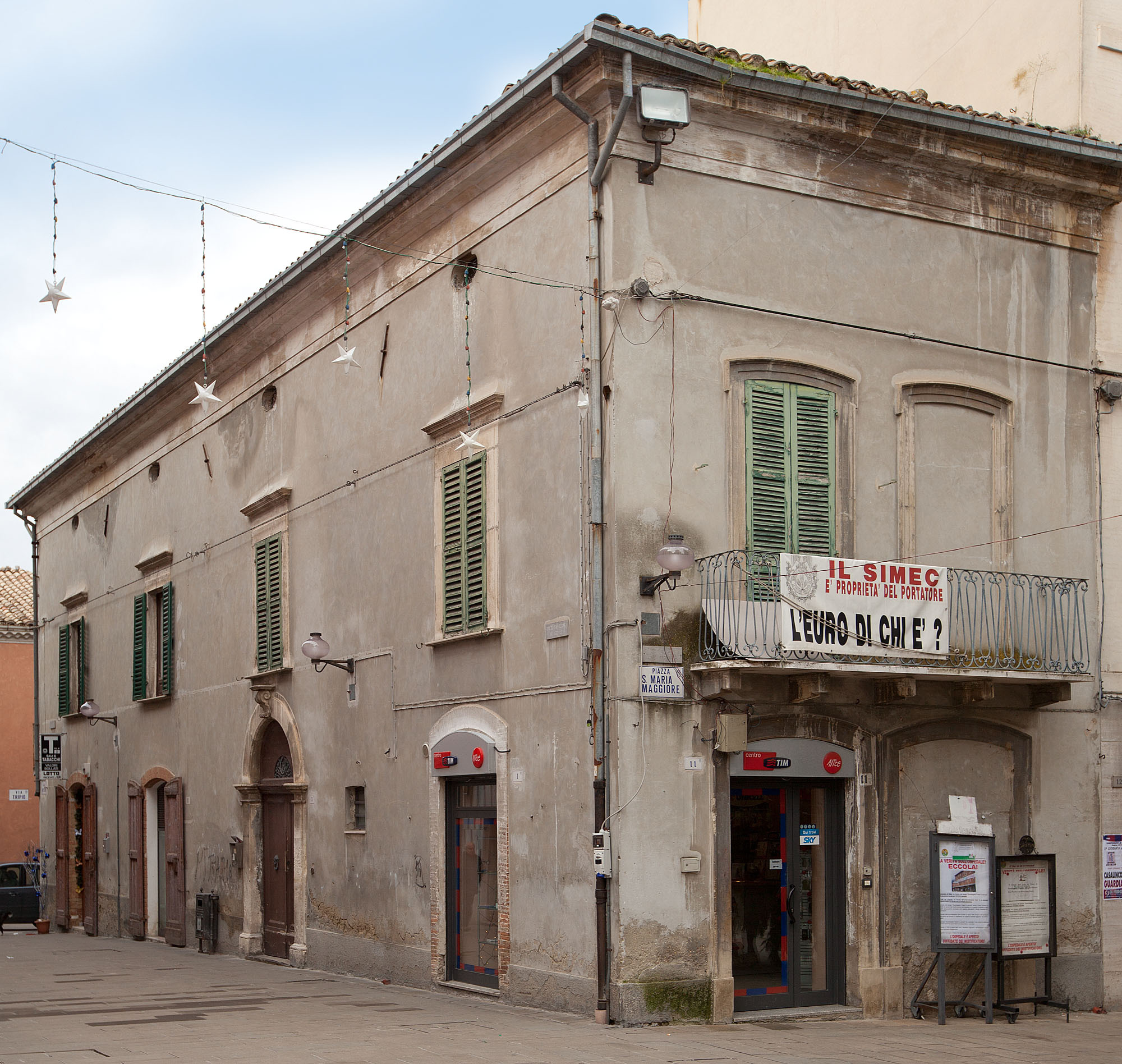
Der Palazzo Auriti mit dem Transparent, das an den SIMEC erinnert. In der Haupttür des Gebäudes wurden seinerzeit die Banknoten ausgegeben.

Bereits zu Ausgabezeiten waren die Banknoten beliebtes Objekt von Numismatikern. Auriti verlor angeblich einen nicht unwesentlichen Teil seines Vermögens bei dem Experiment, einerseits für die Produktion der Banknoten, andererseits durch den Verlust, den er durch die Differenz zwischen Ausgabe- und garantiertem Rücknahmekurs verzeichnete.
Diese Kursdifferenz war letztlich nichts anderes als eine Subventionierung der Währung. Diese Subventionen waren es auch, die hauptverantwortlich für den „Boom“ in der Stadt gewesen sein dürften: Vielen Bürgern gefiel am SIMEC damals v. a., dass alles nur „halb so teuer“ war wie üblich, und sie sich „jetzt Dinge leisten konnten, die sie sonst nicht kaufen konnten“. Dieser Zustand war allerdings kein Produkt der hohen Akzeptanz der neuen Währung, sondern schlicht Ergebnis der Zuschüsse aus Auritis Privatvermögen – die Produkte waren nicht wirklich nur noch halb so teuer, sondern subventioniert: Effektiv bezahlte Auriti quasi 50 % von jedem mit SIMEC gekauften Produkt mit. 
Noch heute hängt in Guardiagrele auf dem Hauptplatz am Palazzo Auriti ein Transparent, das an den SIMEC erinnert (wie der Name suggeriert, gehört das Haus seit Generationen der Familie Auriti). Auf dem Transparent steht Il SIMEC è proprietà del portatore – L'Euro, di chi è? („Der SIMEC ist Eigentum des Besitzers – wessen Eigentum ist der Euro?“).